# بيج هانا
بيج هانا (بالإنجليزية: Page Hannah)‏ هي ممثلة أمريكية، ولدت في 13 أبريل 1964 بشيكاغو في الولايات المتحدة.

## وصلات خارجية
- بيج هانا على موقع IMDb (الإنجليزية)
- بيج هانا على موقع أول موفي (الإنجليزية)
- بيج هانا على موقع قاعدة بيانات الفيلم (الإنجليزية)